# Joint Technical Committee 1
Pour les articles homonymes, voir JTC et 1 (nombre).
Le JTC1, créé en 1987 par convention entre l'ISO et la CEI est l'organe de référence pour la normalisation des Technologies de l'Information au niveau mondial. Comité technique commun à ses deux parents (JTC1 est un sigle dont le développement est Joint Technical Committee 1, Comité technique commun no 1), il réunit les compétences de l'ancien TC97 de l'ISO relatives aux logiciels (langages de programmation, codage de l'information…) et les compétences de comités techniques de la CEI en matière de matériels : microprocesseurs, imprimantes, par exemple.
Les normes publiées par le JTC1, quoique appelées souvent normes ISO, sont reconnaissables par leur numéro de nomenclature qui commence par les deux sigles ISO/CEI. Le total de normes publiées par le JTC1 depuis sa création était de 2489 en janvier 2012. Le comité comporte 37 pays membres et 54 observateurs.

## Structure
Le JTC1 est composé des comités techniques suivants (considérés par les deux parents comme des sous-comités, d'où leur sigle en SC) :
- SC 02 "Jeux codés de caractères"
- SC 06 "Téléinformatique"
- SC 07 "Ingénierie des logiciels et des systèmes"
- SC 17 "Cartes et identification des personnes"
- SC 22 "Langages de programmation, leur environnement et les interfaces avec les logiciels système"
- SC 23 "Supports de stockage numérique pour l'échange d'information"
- SC 24 "Infographie, traitement de l'image et représentation des données environnementale"
- SC 25 "Interconnexion des équipements informatiques"
- SC 27 "Techniques de sécurité de l'information"
- SC 28 "Équipement bureautique"
- SC 29 "Codage du son, de l'image, de l'information multimédia et hypermédia"
- SC 31 "Techniques d'identification et de captage automatique des données"
- SC 32 "Gestion et échange de données informatisées"
- SC 34 "Langages de description et de traitement de documents"
- SC 35 "Interfaces d'utilisateurs"
- SC 36 "Informatique pour l'éducation, la formation et l'apprentissage" [2]
- SC 37 "Biométrie"
- SC 38 "Informatique en nuage et informatique répartie"
- SC 39 "Développement durable, TIC et centres de données"
- SC 40 "Gestion des services informatique et gouvernance des TIC"
- SC 41 "Internet des objets et technologies affiliées"
- SC 42 "Intelligence artificielle"